# D.Holic
D.Holic(ディーホリック 韓:디홀릭)は、2014年にH.MATEエンターテインメントが結成した韓国のガールズグループ。

## 概要
2014年10月23日にシングルアルバム『D.Holic Dark With Dignity』でデビュー。日本人のレナ、中国人のハミ、韓国人のドゥリ、ダンビ、ナインからなる日中韓混成グループ。
2015年8月27日：ナインが脱退。9月4日ファジョン加入。
2016年７月：ドゥリ、ダンビ脱退。EJ加入。
2017年2月、ハミとファジュンがグループから脱退。新メンバーとしてナヨンとユージンで補うが、2017年7月、EJがグループを離れることを発表。レナ1人を除くすべてのメンバーがグループを去ったため非公式に解散。

## メンバー

### 旧メンバー
- ナイン
- ダンビ
- ドゥリ
- ハミ(许潇晗)
- レナ
- ファジュン
- EJ
- ナヨン
- ユージン

## ディスコグラフィ
- 1stミニアルバム「D.Holic Dark With Dignity」
- 2ndミニアルバム「CHEWY」
- 3rdミニアルバム「Murphy and Sally」
- 4thミニアルバム「Color Me Rad」

### M/V
| タイトル                                                                           |
| ---------------------------------------------------------------------------------- |
| - 몰라요 - Without You - 쫄깃쫄깃 - 쫄깃쫄깃(dance ver) - 머피와샐리(Murphy&Sally) |